# Stadtmuseum Wadern
Das Stadtmuseum Wadern gibt seit 1978 Einblicke in die Kulturgeschichte der Stadt Wadern und wurde 2013 nach völliger Neukonzeption und Umgestaltung wiedereröffnet. Es befindet sich seit Gründung im historischen „Öttinger Schlösschen“.

## Gebäude
Das „Öttinger Schlösschen“ ist ein fünfachsiges, zweigeschossiges barockes Schloss, welches 1758 für Prinzessin Christiane, die Ehefrau des Grafen Joseph Anton von Öttingen-Sötern-Hohenbaldern, erbaut wurde. Nachdem es als Gaststätte und Apotheke genutzt worden war, verwendete man es ab 1978 als Heimatmuseum. Nach einer Sanierung von 2011 bis 2013 wurde das Stadtmuseum im Oktober 2013 wiedereröffnet.

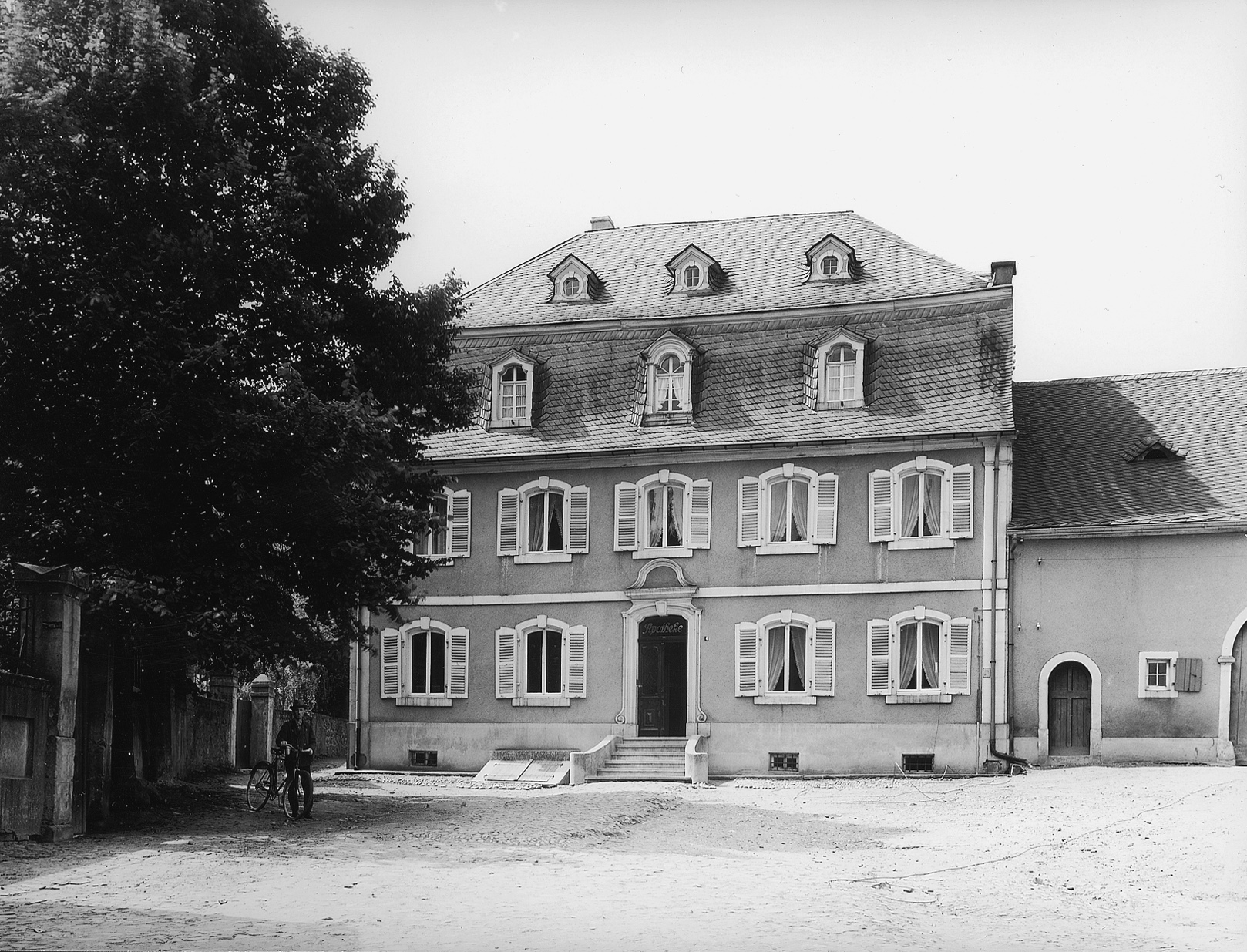
Das Gebäude wurde in den 1930er Jahren als Apotheke verwendet

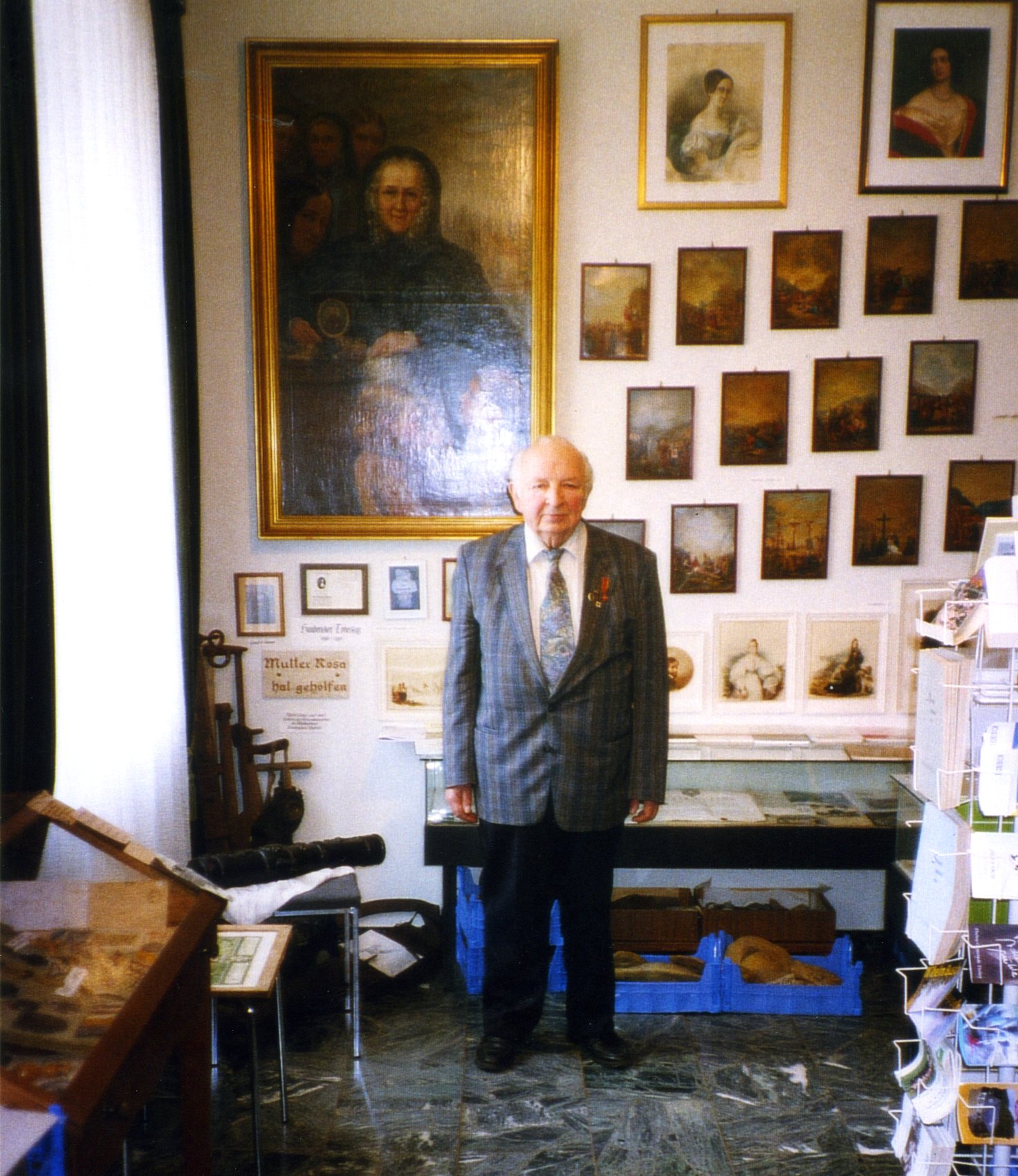
Der ehemalige Leiter Willy Weinen vor den gesammelten Exponaten

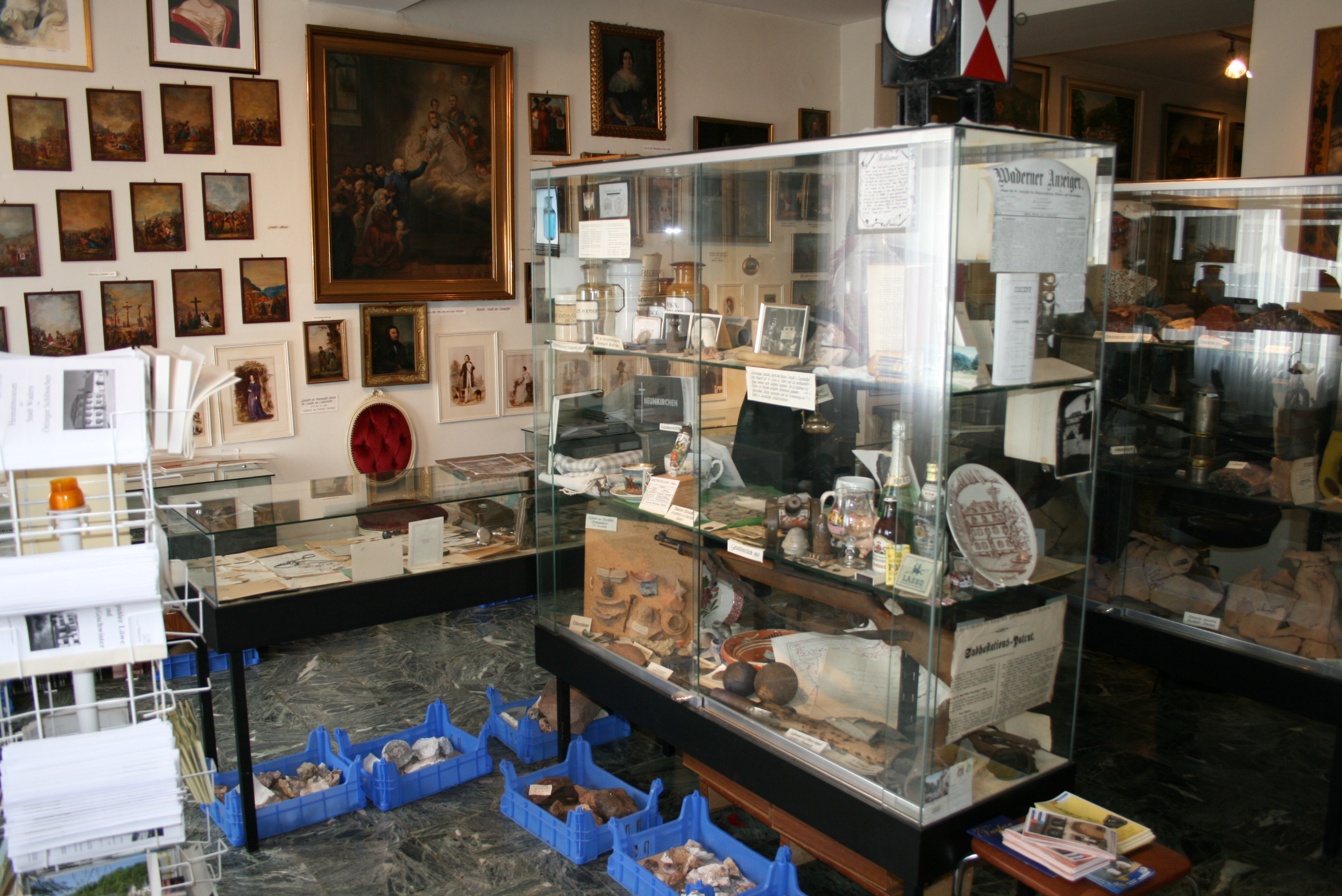
Das Museum zu Willy Weinens Zeiten (2009)

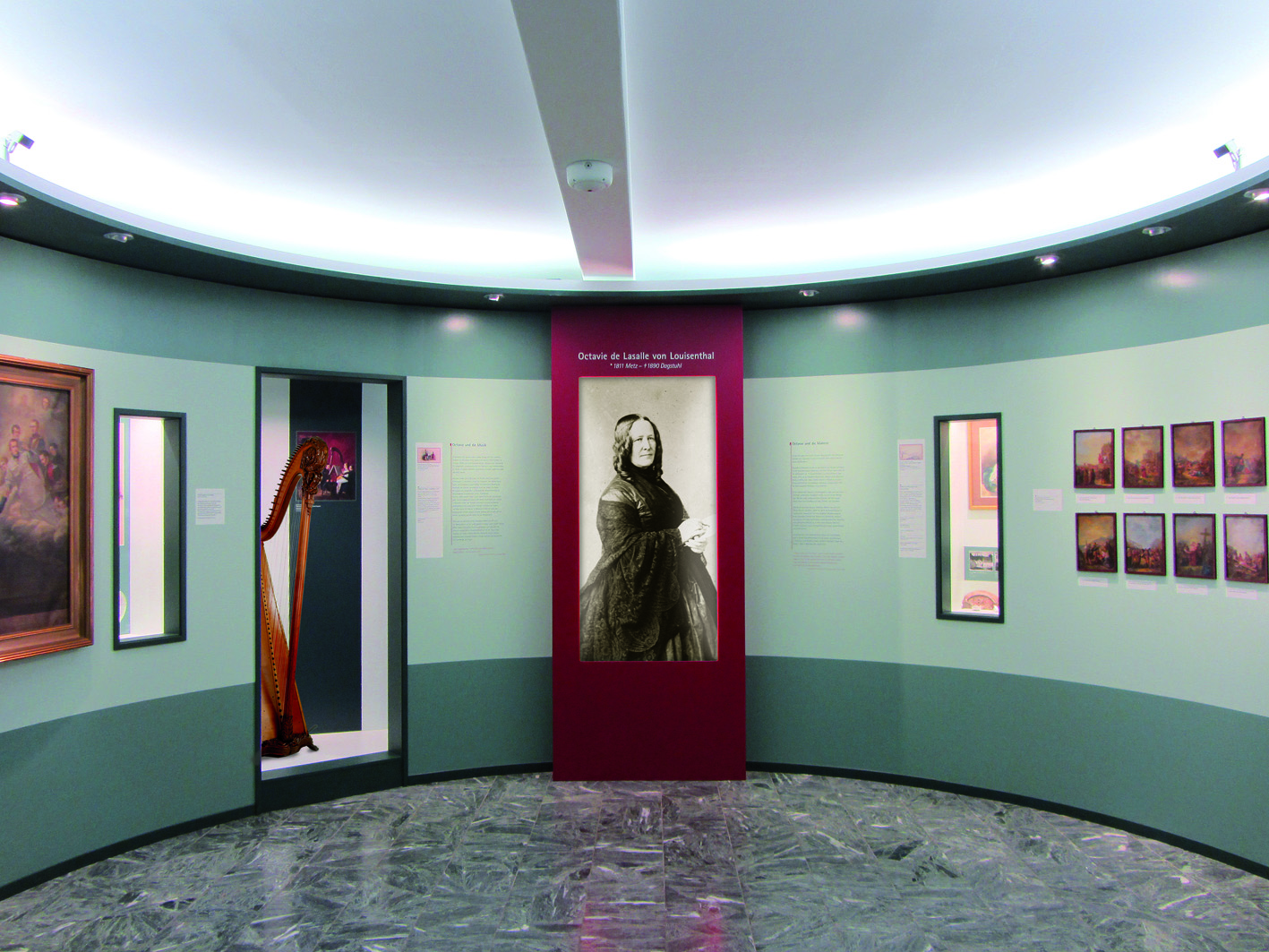
Der neugestaltete Themenraum zur „Malergräfin“ Octavie de Lasalle (2012)

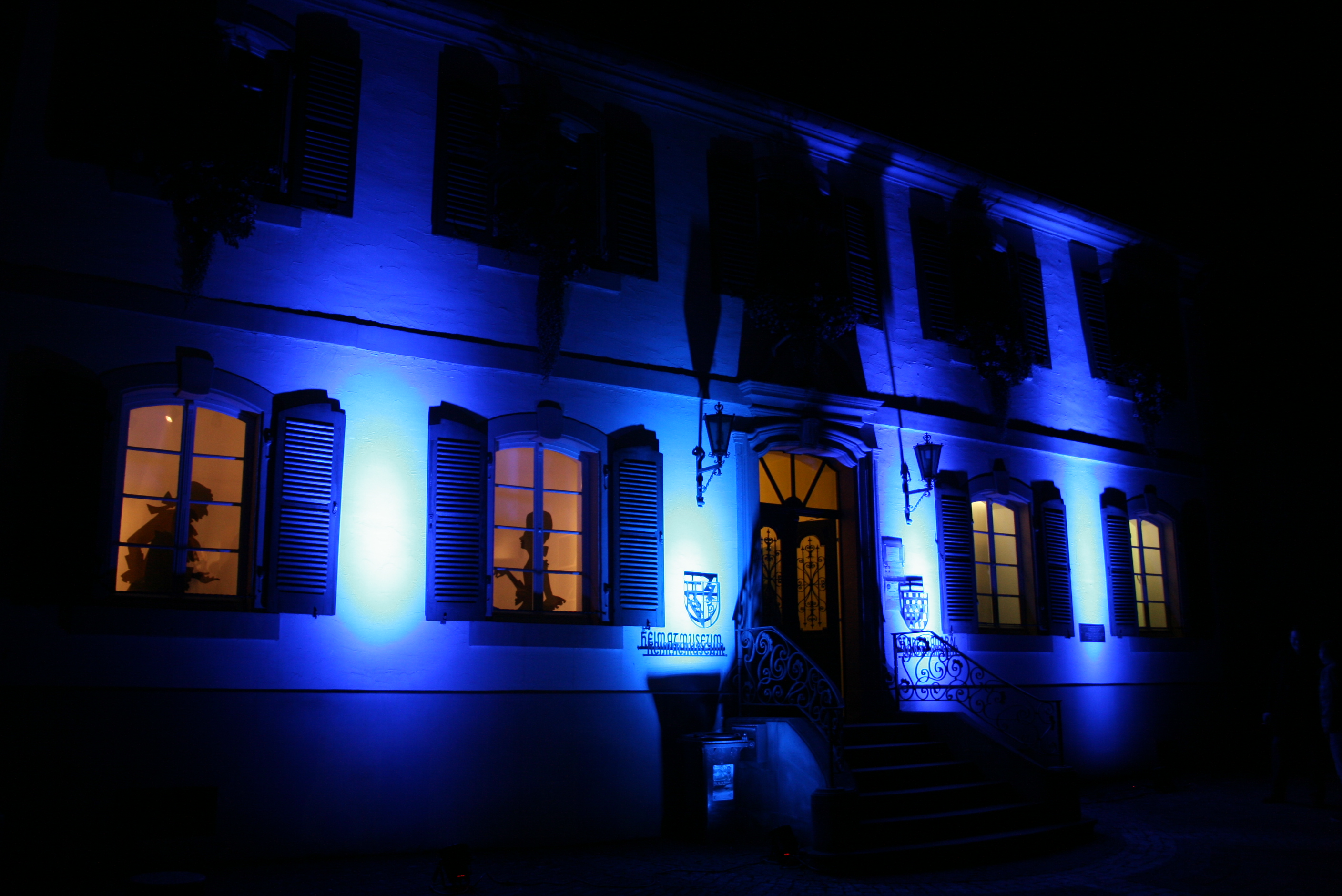
Das Stadtmuseum an der Neueröffnung (2013)

## Museumsgeschichte
Das Museum entstand 1978 als erstes Heimatmuseum im Kreisgebiet. Der ehrenamtliche Leiter Willy Weinen sammelte über die Jahrzehnte eine Vielzahl an Ausstellungsstücken zur regionalen und überregionalen Geschichte. Nachdem er 2009 gestorben war, entschied sich die Stadt, das Museum als zentralen Einblick in die lokale Kulturgeschichte zu erhalten und zu modernisieren. Es wurde ab 2011 zwei Jahre lang saniert und am 2. Oktober 2013 neu eröffnet. Das Museum wird seit 2012 von der Kulturwissenschaftlerin Christina Pluschke geleitet.

## Ausstellung

### Exponate
Willy Weinen sammelte in seiner Zeit ein breites Spektrum an Ausstellungsstücken zur regionalen und überregionalen Geschichte. Diese werden heutzutage allerdings, aufgrund ihrer Vielzahl, zum großen Teil in Depots zwischengelagert, sind aber online in der Museumsdatenbank digiCULT zu finden. Die interessantesten Stücke werden allerdings dauerhaft ausgestellt und für Sonderausstellungen wird genauso auf diese Lager, aber auch auf persönliche Leihgaben, zurückgegriffen. Die Hintergründe dieser Stücke werden zum einen durch das Landesdenkmalamt oder kooperierende Universitäten, wie die Johannes-Gutenberg-Universität Mainz, erforscht, und, insbesondere bei historisch neueren Exponaten, durch mündliche Überlieferungen übermittelt. Ergänzt werden die Exponate durch 3D-Rekonstruktionen, Hörstationen, mediale Präsentationen historischer Ansichten sowie Kurzfilmen und Bildfolgen zu unterschiedlichen Themen.

### Dauerausstellung
Die Dauerausstellung ist in mehrere räumlich getrennte Bereiche unterteilt. Zunächst wird die keltisch-römische Geschichte ab dem 5. Jahrhundert durch repräsentative Grabfunde und eines Zeitstrahls behandelt, während der zweite Themenraum mittelalterlichen und frühneuzeitlichen Verhältnissen gewidmet ist und neben archäologischen Funden auch eine Filmstation besitzt. Als Nächstes wird das 18. Jahrhundert behandelt, da der damalige Graf Josef Anton von Oettingen-Sötern die Stadt Wadern maßgeblich veränderte, wie beispielsweise 1765 durch die Verleihung der Marktrechte. Der vierte Themenraum zeigt die Geschichte und die Werke der als „Malergräfin“ verehrten Octavie de Lasalle von Louisenthal aus dem 19. Jahrhundert. Zuletzt wird die jüngere Geschichte durch die Darstellung bürgerlicher und adliger Familienbäume und die Würdigung von sechs Waderner Bürger, die gegen die nationalsozialistische Herrschaft kämpften, behandelt. In der zweiten Etage befindet sich neben den Sonderausstellungen auch ein Medien- und Veranstaltungsraum.

### Sonderausstellungen
Neben der Dauerausstellung wird regelmäßig eine Sonderausstellung aufgebaut, die einen spezifischen Themenbereich behandelt. Themen waren beispielsweise schon der Erste Weltkrieg in der Region, die archäologischen Ausgrabungen bei Löstertal, die Geschichte des Landkreises oder auch die deutsch-französische Freundschaft. Ab 2. Dezember 2017 behandelte eine Sonderausstellung die regionalen „Kinderwelten im Wandel“. Die Exponate stammten teilweise aus den zwischengelagerten Sammlungen Willy Weinens, aber auch von privaten Leihgebern. Von November 2019 bis Februar 2020 behandelte die Ausstellung „RETTEN - LÖSCHEN - BERGEN - SCHÜTZEN“ die Geschichte der Feuerwehren im Landkreis Merzig-Wadern von den Anfängen bis zur Gegenwart.

## Förderverein des Stadtmuseums Wadern
Am 18. April 2013 wurde der „Förderverein des Stadtmuseums Wadern e.V.“ gegründet. Er setzt sich für die Bewahrung des kulturellen Gedächtnisses im Stadtmuseum ein und unterstützt dessen Arbeit organisatorisch und finanziell.